# Enriqué
Pour les articles homonymes, voir Enrique et Fort.
 (octobre 2024).
Si vous disposez d'ouvrages ou d'articles de référence ou si vous connaissez des sites web de qualité traitant du thème abordé ici, merci de compléter l'article en donnant les références utiles à sa vérifiabilité et en les liant à la section « Notes et références ».
Enriqué, de son vrai nom Enriqué Fort, né le 25 janvier 1957 à Benifaió (Espagne, province de Valence) est un chanteur français d'origine espagnole.

## Goldorak
Enriqué est connu en France pour avoir été le premier interprète des génériques de la populaire série d'animation Goldorak en 1978, avec les chansons Accours Vers Nous, Prince de L'Espace et Va Combattre Ton Ennemi, sur des paroles de Pierre Delanoé, adaptées des génériques originaux japonais de la série chantés par Isao Sasaki. Les deux chansons seront remplacées après deux mois de diffusion car jugées inadaptées. Les raisons de la censure de Accours Vers Nous, Prince de l'Espace sont obscures, mais concernant Va Combattre Ton Ennemi, c'est le mot race qui a posé un problème. Elles ne sortiront pas en single à l'époque, tout en continuant à figurer en fond sonore de certains épisodes, y compris durant les nombreuses rediffusions. Les deux titres seront finalement ré-enregistrés par Enriqué en 2002 pour sortir enfin en single.
Selon certains médias, Enriqué aurait obtenu en 2007 un dédommagement de 100 000 euros d'une société d'édition, pour éviter un procès pour un problème de droits d'auteurs, à la suite de la sortie de cassettes vidéo et de DVD de la série Goldorak où ses chansons figuraient en fond sonore. Ces éditions DVD s'avèreront ultérieurement illégales et seront retirées de la vente (voir « l'affaire Goldorak »).

## Biographie
Enriqué est repéré par Eddie Barclay, et enregistre plusieurs singles pour les Disques Barclay dans les années 1970.
Dans les années 1980, à Avignon, il retrouve ses amis, dont Pascal Fallais et Jean-Jacques Debout. En 1993, il crée une chorale qu'il appellera la Compagnie Mélodie de Caromb. Parallèlement, il dirige la compagnie du Star Show à Monteux. En 2011, il sort un album rendant hommage à Luis Mariano. Enriqué est régulièrement en tournée en France et à l'étranger, et il s'est produit dans le Vaucluse en juin 2010.

## Discographie
- 1977 : single "J’aime, j’aime"
- 1977 : single "Dis, my Love"
- 1977 : single "Magic"
- 1978 : single "Je t’oublie"
- 1978 : single "Goldorak" (Accours vers nous Prince de l'espace / Va combattre ton ennemi)
- 1979 : single "Superman" (sur le thème du film, du compositeur John Williams)
- 1979 : single "L’enfant et l’Ave Maria"
- 1980 : single "Un homme libre"
- 1986 : single "Te revoir Daniel" (hommage à Daniel Balavoine)
- 1994 : single "Nous devons donner des ailes à nos mains" (pour le Secours populaire français)
- 2011 : album "Enrique canta a Antonio Machin" avec Raymond Echeverria, label Art-Com, distribution LEPM   (EAN 3760010400821)
- 2012 : album "Enrique rend hommage à Luis Mariano", label Art-Com, distribution LEPM   (EAN 3760010400814)